# Lawrence Parsons (2e comte de Rosse)
Lawrence Parsons (21 mai 1758-24 février 1841) est un pair irlandais.

## Biographie

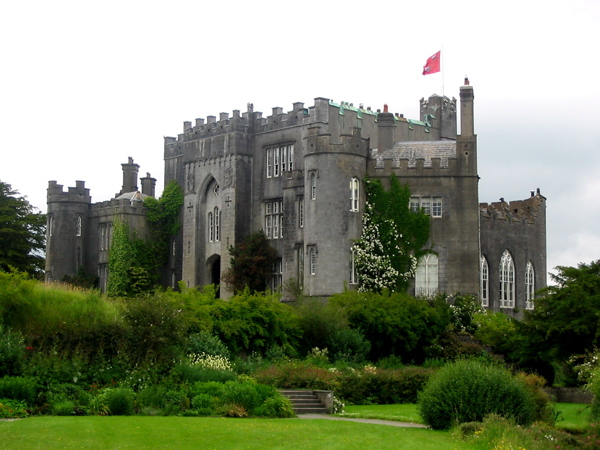
Château de Birr, comté d'Offaly

Il est le fils de William Parsons, 4e baronnet et Mary Clere. Il succède à son père en 1791 comme baronnet et hérite du château de Birr, comté de King (maintenant connu sous le nom de comté d'Offaly). 
Entre 1782 et 1790, il représente l'Université de Dublin à la Chambre des communes irlandaise. Il siège ensuite comme député pour le comté de King de 1791 jusqu'à l'Acte d'Union en 1801. Il siège pour le comté de King à la Chambre des communes britannique, jusqu'en 1807 où il succède à son oncle en tant que deuxième comte de Rosse et Lord Oxmantown. 
Il est également gouverneur du comté de King de 1792 jusqu'à ce que le poste soit aboli en 1831. 
En 1809, il devient l'un des Postmasters General d'Irlande  avec Charles O'Neill (1er comte O'Neill), avec qui il assiste à la pose de la première pierre de la Poste centrale de Dublin le 12 août 1814 par le Lord lieutenant d'Irlande, Charles Whitworth (1er comte Whitworth) . Il siège ensuite à la Chambre des lords en tant que représentant irlandais de 1809 à 1841 et est Custos Rotulorum du comté de King de 1828 jusqu'à sa mort . 

## Mariage et enfants
Il épouse Alice Lloyd, fille de John Lloyd, le 1er mai 1797. Ils ont cinq enfants: 
- Jane Parsons (décédée le 31 décembre 1883)
- William Parsons, 3e comte de Rosse (né le 17 juin 1800 - décédé le 31 octobre 1867)
- John Clere Parsons (né le 17 août 1802 - décédé le 10 août 1828)
- Laurence Parsons (née le 2 novembre 1805 - décédée le 22 novembre 1894)
- Alicia Parsons (BC 1815 - décédée le 21 janvier 1885)

Jane Parsons épouse Arthur Edward Knox. Ils ont deux fils et trois filles. L'un des fils, Lawrence E. Knox fonde l'Irish Times. 